# نام يونغ سين
نام يونغ سين مواليد 27 أغسطس 1990، هي لاعبة كرة يد كورية جنوبية تلعب كمحور. مثلت منتخب كوريا الجنوبية لكرة اليد للسيدات. شاركت في دورة الألعاب الأولمبية الصيفية سنة 2016.

## سجل المنافسة
شاركت في البطولات التالية:
- الألعاب الأولمبية الصيفية 2016
- بطولة العالم لكرة اليد للسيدات 2013
- بطولة العالم لكرة اليد للسيدات 2015

## روابط خارجية
- نام يونغ سين على موقع أوليمبيديا (الإنجليزية)